# Сюнгю-Су
Сюнгю́-Су, Сюнґю́-Сув (крим. Süngü Suv, з 1830 до 2025 року — Кутузовський фонтан) — джерело на трасі Сімферополь — Алушта, перед поворотом на село Лучисте (Демірджи).

## Назва
Назва Сюнґю-Сув в перекладі з кримськотатрської мови означає «багнет-вода» (süngü — багнет, suv — вода).
Був перейменований росіянами на Кутузовський фонтан у період російсько-турецької війни 1828—1829 років на честь перемоги російських військ в останній битві російсько-турецької війни 1768—1774 років, в результаті якої Крим було вирвано з турецького протекторату.
17 січня 2025 року постановою Кабінету Міністрів України джерелу повернено історичну назву.

## Історія
23 липня (3 серпня за новим стилем) 1774 року, північніше села Шума, корпусом під командуванням генерал-поручика В. П. Мусіна-Пушкіна (близько 3,5 тисяч людей) був розбитий яничарський авангард (близько 8 тисяч людей, командувач — Тузчі-оглу Ізмаїл-ага) турецького десанта Трапезундського паші Гаджі Алі бея (близько 30 тисяч людей), що висадився 18 липня в Алушті. Не дивлячись на чисельну перевагу та затятий опір супротивника, підполковник М. І. Кутузов ввів в атаку свій гренадерський батальйон Московського легіону, що завдав вирішального удару. Під час бою М. І. Кутузов дістав важке поранення в голову. Згідно з останніми дослідженнями, які уточнюють дату народження М. І. Кутузова (5.9.1747), на момент битви йому було 26 років. За проявлену відвагу Кутузов був представлений до нагородження орденом Святого Георгія 4-го класу.
В 1804 році з дозволу таврійського губернатора Д. Б. Мертваго джерело Сюнґю-Сув було оформлене у вигляді фонтана у східному стилі на замовлення сина загиблого у Шумській битві турецького офіцера Ізмаїл-аги в пам'ять про батька.
З 1831 року фонтан утримувався на кошти державних дорожних служб. Всього було 6 реконструкцій фонтана (1831, в 1835 році на фонтан була встановлена чавунна дошка з текстом про поранення Кутузова, яку близько 1845 року замінили на мармурову, близько 1874 року та в 1908, 1937, 1945 роках), а в 1956 році за проектом архітектора А. Бабицького, були проведені роботи з перенесення фонтана, після яких фонтан-пам'ятник набув сучасного вигляду. За задумом архітектора, потужна стіна нового фонтана перекривала селеве русло, що загрожувало трасі державного та урядового значення. Водне джерело було виведено нижче від дороги. Скульптор Леонід Смерчинський виконав барельєф полководця зі штучного каміння. В оформлені меморіалу допущено ряд історичних помилок, в тому числі текстові таблиці з неправильною датою битви, зображення військової арматури потьомкінських часів тощо. Нині Сюнґю-Сув потрібна реконструкція.

## Написи на пам'ятних дошках
- «Близъ сего мѣста въ сраженіи противу турокъ, Михаилъ Иларіоновичъ, Кутузовъ, что послѣ былъ Фельдмаршаломъ и князем Смоленськимъ, раненъ в глазъ».
- «В бою с турками 24 июня 1774 г. подполковник Кутузов, во главе своего батальона, со знаменем в руках, ворвался в дер. Шумы (ныне Кутузовка) и выбил оттуда неприятеля».